# Синон

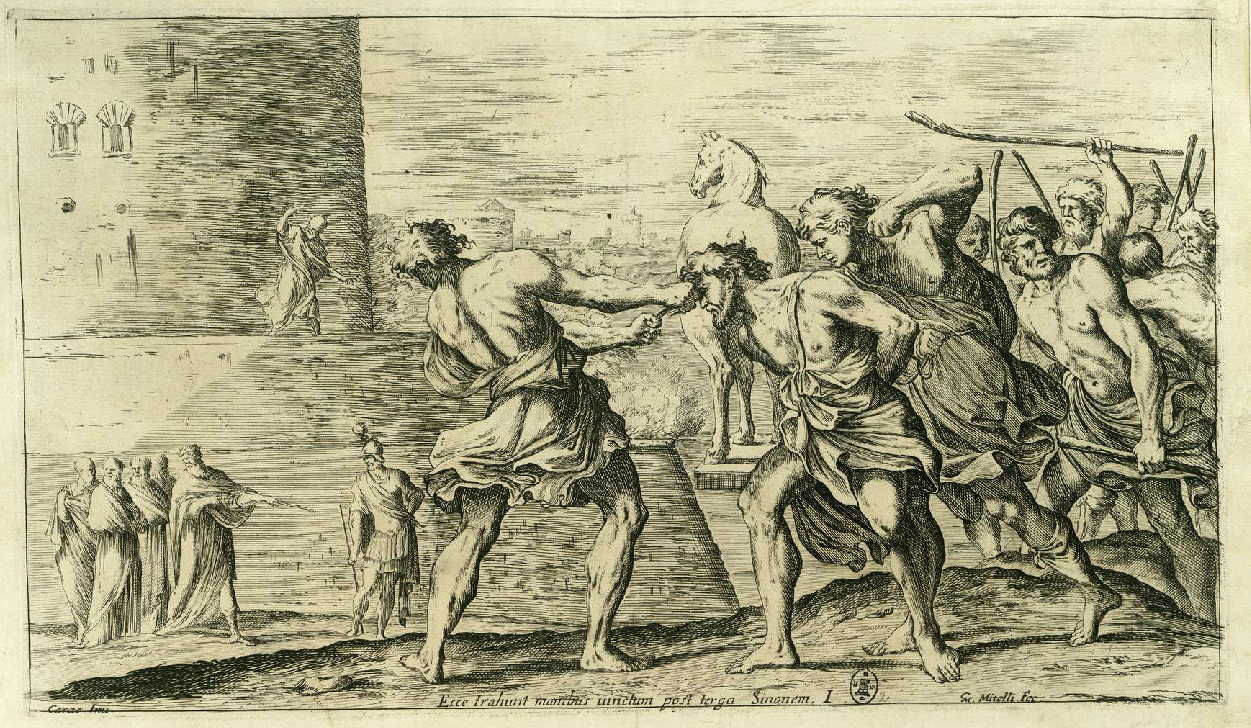

Синон (др.-греч. Σίνων), краткая форма имени Синоп) — в древнегреческой мифологии внук Автолика, двоюродный брат Одиссея. Сын Эсима.
Участник Троянской войны, товарищ Одиссея. Намеренно сдался в плен троянцам и убедил их втащить троянского коня в город, что повлекло за собой падение Трои. Рассказал, что ахейцы решили принести его в жертву богам.
Подал факелом знак ахейцам на могиле Ахилла в ночь взятия Трои. Открыл коня, из которого вышли греческие герои.
Изображен на картине Полигнота в Дельфах. Действующее лицо трагедии Софокла «Синон» (не дошло ни одной строки).